# ザ・ホード -死霊の大群-
『ザ・ホード -死霊の大群-』 (La Horde) は、2010年のフランス映画。

## ストーリー
仲間をギャングに殺されて復讐心に燃える刑事たちが、そのギャングが篭もるビルへ乗り込む。最上階の一室を前に奇襲の手筈を整えるが、刑事たちの目論みはばれて逆に制される。外の援軍の規模を聞き出そうと尋問する最中、ギャングが拉致・殺害した別件の刑事が突如息を吹き返す。ギャングに犠牲者が出る中、辛くも撃退するが、ゾンビと化した住人とギャングの犠牲者の追撃はなおも止まらない。ビルの屋上に難を逃れた刑事とギャングの面々は、外の光景を見て愕然となる。ビルの外に押し寄せる大量のゾンビから脱出するため、両者は一時休戦して手を組む。

## キャスト
- クロード・ペロン
- ジャン＝ピエール・マルタンス
- エリック・エブアニー
- オーレリアン・ルコワン（フランス語版）
- ドゥードゥー・マスタ（フランス語版）
- アントワーヌ・オッペンハイム
- ジョー・プレスティア

## 受賞・ノミネート
第42回シッチェス・カタロニア国際映画祭
- ノミネート - 作品賞

2010年ポルト国際映画祭
- 受賞 - 脚本賞
- 受賞 - 撮影賞

2010年ジェラルメ映画祭
- 受賞 - SCI-FI審査員賞